# مارشال هاجسون

مارشال گووین سیمز هاجسون

مارشال گووین سیمز هاجسون (به انگلیسی: Marshall Goodwin Simms Hodgson) (متولد ۱۱ آوریل ۱۹۲۲ در ریچموند ایندیانا؛ مرگ ۱۰ ژوئن ۱۹۶۸ در شیکاگو) پژوهشگر برجسته تمدن اسلامی و استاد تاریخ و اندیشه‌های اجتماعی در دانشگاه شیکاگو است.

## تولد و تحصیلات
مارشال هاجسون در تاریخ ۱۱ آوریل ۱۹۲۲ در ریچموند واقع در ایالت ایندیانای امریکا دیده به جهان گشود.

## دیدگاه نسبت به تشیع
هاجسون در روش های تحقیقی خود رویکرد تاریخی را رعایت می کرد و همچنین عقیده داشت تشیع در مقایسه با سایر مذاهب، نماد اسلام اصیل است.

## آثار
- “How Did the Early Shiʿa Become Sectarian?” JAOS 75/1, 1955, pp. 1–13.
- The Order of Assassins: The Struggle of the Early Nizârî Ismâʻîlîs against the Islamic World, The Hague, 1955; tr. Faridun Badraʾi, as Ferqa-ye Esmāʿiliya, Tehran, 1964.
- “The Unity of Islamic History,” Journal of World History 5, 1960, pp. 879–914. “Al-Darazî and Hamza in the Origin of the Druze Religion,” JAOS 82/1, 1962, pp. 5–20.
- “Modernity and the Islamic Heritage,” Islamic Studies 1/2, 1962, pp. 89–129.
- “Islâm and Image,” History of Religions 3, 1964, pp. 220–60;
- “The Ismāʿīlī State,” in John Andrew Boyle, ed. , The Cambridge History of Iran V: The Saljuq and Mongol Periods, Cambridge, 1968, pp. 422–82.
- “The Role of Islam in World History,” IJMES 1/2, 1970, pp. 99–123.
- The Venture of Islam: Conscience and History in a World Civilization, ed. Reuben W. Smith, 3 vols. , Chicago, 1974.
- Rethinking World History: Essays on Europe, Islam and World History, ed. Edmund Burke III, Cambridge, 1993.

## مرگ
هاجسون چندان عمر طولانی نیافت و در 46 سالگی در ۱۰ ژوئن ۱۹۶۸ در شیکاگو درگذشت.